# Lepidiota salomona
Lepidiota salomona är en skalbaggsart som beskrevs av Moser 1913. Lepidiota salomona ingår i släktet Lepidiota och familjen Melolonthidae. Inga underarter finns listade i Catalogue of Life.